# Wolfgang-Ritter-Preis
Mit dem Wolfgang-Ritter-Preis werden seit 1985 Wissenschaftler ausgezeichnet, die sich in ihrer Forschung mit der Unternehmung in der Marktwirtschaft befassen. Der Forschungspreis wird von der Wolfgang-Ritter-Stiftung einmal jährlich vergeben und ist mit einem Preisgeld von insgesamt bis zu 20.000 Euro dotiert (Stand 2020). Benannt ist der Preis nach dem Bremer Unternehmer Wolfgang Ritter.

## Preisträger
- 1985: Siegmar Stöppler, Hans Joachim Momm
- 1987: Rupert Windisch, Rüdiger Soltwedel, Bernd Stauss
- 1988: Karl-Heinz Paqué, Karl-Heinz Grüske, Hans-Joachim Pohl, Heinz Rehkugler
- 1989: Mathias Keuchel, Johannes A. Burghold
- 1990: Manfred Kemper, Margaretha Bögelein
- 1991: Schmähl, Zmarsly
- 1992: Stötzer, Kern
- 1993: Gerhard Feldmeier, Thomas Apolte und Klaus B. Schebesch
- 1994: Sabine Spelthahn, Jochen Pampel, Friedhelm Pfeiffer
- 1995: Claudia Fantapié Altobelli, Margareta Kulessa und Hans Peter Seitel
- 1996: Heike Stengel, Cornelius Graack, Paul J. J. Welfens und Ronald Bogaschewsky
- 1997: Udo H. Raab, Titus Bahner und Manfred Gössel
- 1998: Volker Ulrich, Inge Stalder und Uwe Schmid
- 1999: Bernhard Seliger, Hans-Dieter Holtzmann und Jörg Jasper
- 2000: Dorothea Alewell, Thomas Hart, Frank Piller, Wilga Föste und Peter Janßen
- 2001: Axel Jochem, Friedrich L. Sell, Friedrun Quaas, Siegfried Rauhut und Angelika Hilger
- 2002: Sinisa Kusic, Elke Ebert, Dagmar I. Siebold
- 2003: Michael J. Fallgatter, Christian von Hirschhausen
- 2004: Andrea Maria Schneider, Jonas Schreyögg, Dirk Hannowsky
- 2005: Steffen Roth, Stephan Schönefuß
- 2006: Katja Keller, Clemens Christmann
- 2007: Dietmar Grichnik, Andre Jungmittag
- 2008: Andreas Poppe, Peter Schwarz, Michael Stimmelmayr
- 2009: Sara Borell, Udo Schneider
- 2010: Joern Hendrich Block, Christian Hecker
- 2011: Sven Hauff, Barbara Kaschützke, Oliver Klöckner
- 2012: Christian Leßmann, Christian Schultz
- 2013: Nicole Richter, Alexander Brunner
- 2014: Ute Merbecks, Christian Pfarr
- 2015: Charlotte Bartels, Markus Oberndörfer
- 2016: Horst Friedrich Wünsche
- 2017: Laura Marie Edinger-Schons, Sabrina Scheidler, Alexander Stehle
- 2018: Svetlana Fedoseeva, Christian Stauf
- 2019: Daniel M. Ringel
- 2020: Daniel Blaseg, Roland Kassemeier, Thomas Scholdra
- 2021: Julia Grimm, Rebecca Ruehle
- 2022: Sven A. Simon, Boas Bamberger
- 2023: Max Braun, Patricia Helena Hein
- 2024: Julia Kraft, Katharina Drechsler
- 2025: Stefan Weik[1]